# Faridabad (distrikt)
Faridabad är ett distrikt i Indien. Det ligger i delstaten Haryana, i den norra delen av landet, strax sydost om Delhi. Antalet invånare är 1 809 733. Den administrativa huvudorten är Faridabad.